# Michamps
Michamps est un hameau du village de Longvilly dans la province de Luxembourg en Belgique. Avec Longvilly il fait aujourd'hui administrativement partie de la commune de Bastogne situé en Région wallonne. Avant la fusion des communes, il faisait partie de la commune de Longvilly.

## Étymologie
Michamps signifie Au milieu des champs.

## Situation
Situé dans la partie septentrionale de la section belge du Parc naturel de la Haute-Sûre et traversé par la route nationale 838 Gouvy-Arloncourt le hameau se trouve sur l'ancienne ligne de chemin de fer reliant Bastogne à Gouvy. Son environnement est fait de prairies du haut plateau ardennais à une altitude allant de 500 m à 520 m et à la source du petit ruisseau de Michamps. Le hameau se trouve entre les localités de Bourcy et Arloncourt et avoisine le hameau d'Oubourcy. Michamps se situe à environ 10 km au nord-est de Bastogne.

## Patrimoine
- La chapelle dédiée à saint Hubert est mentionnée dès 1589. En 1890 des transformations et restaurations ont été effectuées sous la direction de l'architecte Jean-Hubert Cupper. Et nouvelle restauration en 2006.  Construite en pierres de grès schisteux, elle est pourvue d'une porte et d'une douzaine de petites fenêtres en ogive avec encadrements en pierre de taille. Les fenêtres sont décorées de vitraux placés pendant la Seconde Guerre mondiale.
- Piste RAVeL: la section Bastogne-Gouvy de l'ancienne ligne de chemin de fer 163, transformée en piste RAVeL passe au nord de Milchamps.

## Institutions
- Au sud-est du hameau, se trouve le Centre de Michamps, un centre d’information agricole créé en 1965 sur le site d'une ancienne tannerie dans le but de permettre la diffusion des résultats des recherches d'un laboratoire d’écologie des prairies dépendant de la faculté des sciences agronomiques de l’université catholique de Louvain et d’aider les agriculteurs à mieux gérer leur exploitation. Cette institution est soutenue par la province du Luxembourg, l’UCLouvain et le Service public de Wallonie[2].
- La petite école de Michamps (enseignement libre) diffuse un enseignement adapté aux enfants atteints de surdité ou d'un retard massif du développement spontané du langage[3].